# Ilse (Vorname)
Ilse ist ein weiblicher Vorname.

## Herkunft und Bedeutung des Namens
Ilse ist eine Kurzform von Elisabeth.

## Verbreitung
Zu Ausgang des 19. Jahrhunderts war der Name Ilse in Deutschland mäßig populär. Dies änderte sich in den ersten Jahren des 20. Jahrhunderts, so dass der Name von der Mitte der 1910er Jahre bis zum Anfang der dreißiger Jahre unter den zehn am häufigsten vergebenen weiblichen Vornamen war, im Jahr 1920 sogar der häufigste überhaupt. Dann schwand seine Popularität zunächst allmählich, ab Ende der Vierziger stark, so dass heute kaum noch Kinder Ilse genannt werden.

## Namenstag
19. November Elisabeth

## Varianten
Ilsa, Ilsabe, Ilza, Ilze (lettisch)

## Namensträgerinnen

### Ilsa
- Ilsa Konrads (* 1944), australische Schwimmerin
- Ilsa Paulson (* 1988), US-amerikanische Marathonläuferin
- Ilsa Reinhardt (1911–2010), deutsche Politikerin
- Ilsa-Maria Sabath (1926–2020), deutsche Sportpädagogin, Hochschullehrerin und Sportfunktionärin

### Ilse
- Ilse Aichinger (1921–2016), österreichische Schriftstellerin
- Ilse Aigner (* 1964), deutsche Politikerin, MdL Bayern
- Ilse Arndt (1913–2003), deutsche Zeitzeugin
- Ilse Bintig (1924–2014), deutsche Schriftstellerin
- Ilse von Bredow (1922–2014), deutsche Schriftstellerin
- Ilse DeLange (* 1977), niederländische Sängerin
- Ilse Dosoudil (* 1941), österreichische Bibliothekarin
- Ilse Gaste (1906–1991), deutsche Eiskunstläuferin
- Ilse Helling-Rosenthal (1886–1939), deutsche Sopranistin und Gesangslehrerin
- Ilse Hofmann (* 1949), deutsche Regisseurin
- Ilse Huizinga (* 1966), niederländische Jazzsängerin
- Ilse Kassel (1902–1943), deutsche Ärztin und Widerstandskämpferin
- Ilse Koch (1906–1967), deutsche Gattin des Lagerkommandanten des KZ Buchenwald
- Ilse Kopatz (* 1975), österreichische Fußballspielerin
- Ilse Lenz (* 1948), deutsche Soziologin und Hochschullehrerin
- Ilse Naumann (1905–1983), deutsche Kostümbildnerin und Modezeichnerin
- Ilse Neubauer (* 1942), deutsche Schauspielerin
- Ilse Rodenberg (1906–2006), deutsche Schauspielerin, Kabarettistin und Intendantin
- Ilse Rosenthal-Schneider (1891–1990), deutsch-australische Physikerin und Philosophin
- Ilse Salberg (1901–1947), deutsche Fotografin, Unternehmerin und Mäzenatin
- Ilse Schwipper (1937–2007), deutsche Feministin
- Ilse Seemann (1934–2021), deutsche Schauspielerin, Hörspielsprecherin, Hörfunkmoderatorin und Autorin
- Ilse Steinhoff (1909–1974), deutsche Fotografin, Kriegsreporterin
- Ilse Stöbe (1911–1942), deutsche Journalistin und Widerstandskämpferin
- Ilse von Twardowski-Conrat (1880–1942), österreichische Bildhauerin
- Ilse Weber (1903–1944), tschechoslowakische Schriftstellerin
- Ilse Werner (1921–2005), deutsche Schauspielerin

### Ilza
- Ilza Veith (1912–2013), US-amerikanische Medizinhistorikerin

### Ilze
- Ilze Bērziņa (* 1984), lettische Schachspielerin
- Ilze Burkovska-Jacobsen (* 1971), lettische Filmregisseurin und Journalistin
- Ilze Hattingh (* 1996), südafrikanische Tennisspielerin
- Ilze Indriksone (* 1974), lettische Umweltingenieurin und Politikerin
- Ilze Jaunalksne (* 1976), lettische Journalistin und Fernsehmoderatorin
- Ilze Juhansone (* 1971), lettische Beamtin
- Ilze Viņķele (* 1971), lettische Politikerin